# La Antigua (Veracruz)
La Antigua ist eine Ortschaft im mexikanischen Bundesstaat Veracruz, die etwa 25 km nördlich der Hafenstadt Veracruz im Municipio La Antigua liegt. Der am gleichnamigen Fluss gelegene Ort zählt heute nur etwa 1000 Einwohner, war aber in der frühen Phase der spanischen Kolonisierung von Bedeutsamkeit. Seine Hauptattraktion ist die seinerzeit im Auftrag von Hernán Cortés errichtete Casa de Cortés.

## Geschichte
Am Karfreitag des Jahres 1519 landete die erste spanische Flotte auf mexikanischem Boden. Die an dieser Stelle von den spanischen Seeleuten unter der Leitung von Hernán Cortés errichtete Siedlung erhielt den Namen Villa Rica (Reiche Stadt). Sie gilt als das ursprüngliche, das erste Veracruz.

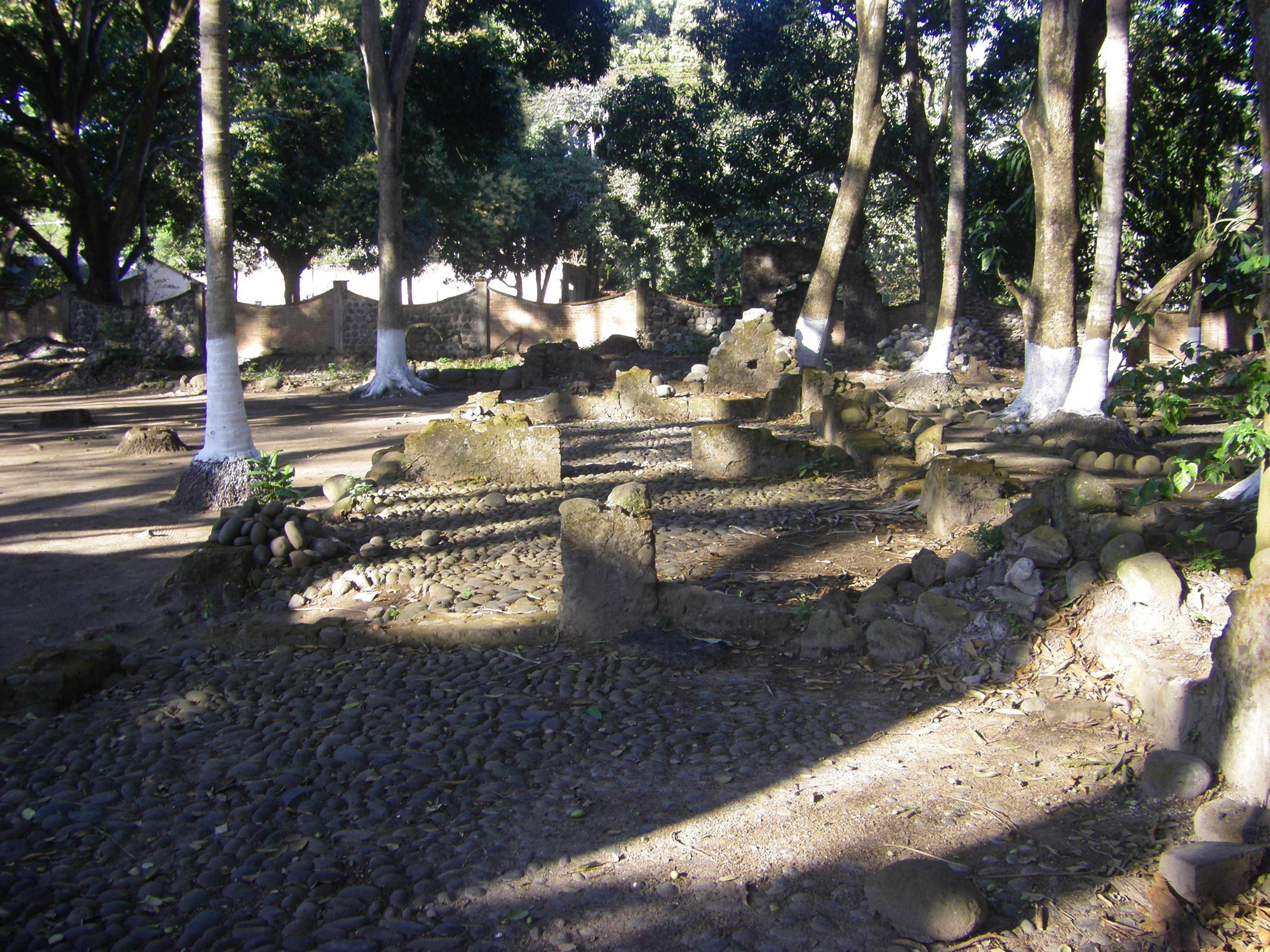
Die zur Ruine verkommene Casa de Cortés

Weil an dieser recht ungeschützten Stelle im Winter teilweise heftige Nordwinde tobten, verlegten die Spanier ihre Siedlung schon wenige Jahre später in Richtung Süden exakt an jene Stelle, an der sich heute La Antigua befindet. Der seit 1525 besiedelte Ort gilt als das zweite Veracruz. Hier wurden über Jahrzehnte hinweg die aus den spanischen Kolonialgebieten (Mexiko, Südamerika und Philippinen) zusammengetragenen Schätze gelagert und anschließend über Havanna nach Spanien verschifft. 
Um 1585 wurde die Insel von San Juan de Ulúa zum neuen Haupthafen ausgebaut. Um sie herum entstand der heutige Hafen der (dritten) Stadt Veracruz, und auf der ehemaligen, mittlerweile aber mit dem Festland verbundenen Insel wurde später zum Schutz vor Piratenangriffen ein Fort errichtet. Um das Jahr 1600 wurde der Hafen von La Antigua für immer stillgelegt. In der Folge verschwand die Siedlung in der Bedeutungslosigkeit. Hauptsächlich der Casa de Cortés, dem im Laufe der Jahrhunderte zur Ruine verkommenen ehemaligen Haus des Eroberers Hernán Cortés, ist es zu verdanken, dass wenigstens eine kleine Anzahl von Touristen das verschlafene Küstendorfes besuchen.

## Persönlichkeiten
- Casandra Montero (* 1994), Fußballspielerin